# Alfredo Boloña
Alfredo Boloña Jiménez (La Habana, 24 de diciembre de 1890; 1964) fue un músico cubano que jugó un rol fundamental en el surgimiento del son cubano. Bologña tocaba la marímbula, el bongó, el tres y la guitarra y no obstante sus limitaciones físicas (acondroplasia) fue una fuerza importante en la música cubana por más de medio siglo.

## Inicios musicales
En 1910 ya era considerada una figura notable en La Habana. Era miembro del grupo coral Los Apaches y del Trío Oriental, con Guillermo Castillo (guitarra) y Carlos Godínez (tres), quien más tarde formaría parte del legendario Sexteto Habanero. En 1915,  Boloña formó un grupo de son llamado Agrupación Bologña, con Hortensia Valerón (vocalista), Manuel Menocal (tres), Manuel Corona (guitarra), Victoriano Lopéz (maracas) y Joaquín Velasquéz (bongó).

## Sexteto Boloña
En octubre de 1926 su Sexteto Boloña grabó en New York una serie de temas para la Columbia Records que estân todavía disponibles como todo un documento histórico. Los participantes en esas grabaciones fueron, de izquierda a derecha según la foto,: José Vega Chacón (guitarra, 2.ª voz), desconocido (maracas, 1.ª voz), José Manuel Incharte 'El Chino' (bongó), Abelardo Barroso (sonero, claves), 'Tabito' (contrabajo), Alfredo Boloña (tres y dirección). El grupo se disolvió en 1935.
Algunas de las populares composiciones de Boloña son Güagüina yirabo, Riqueza en flor, A la permanente, Aurora en Pekín, Dame un besito y Te esperaré en la retreta.